# Sputnik 24
Sputnik 24 (conosciuto anche come Xi Beta 1, Korabl 12 e Mars 1962B) è la denominazione con la quale è nota in Occidente la sonda spaziale automatica sovietica identificata in cirillico come Марс 1962B, lanciata nel 1962 con la missione di sbarcare sulla superficie di Marte.
La sonda fu lanciata dal cosmodromo di Baikonur il 4 novembre 1962. Il complesso formato dalla sonda e dall'ultimo stadio del razzo vettore entrò regolarmente in orbita attorno alla Terra, ma al momento dell'accensione per l'uscita dall'orbita terrestre si ruppe e la missione fallì. Dopo la rottura furono osservati cinque pezzi dal sistema di sorveglianza missilistico statunitense, l'U.S. Ballistic Missile Early Warning System. L'ultimo stadio del razzo vettore rientrò nell'atmosfera terrestre il 25 dicembre 1962, mentre la sonda rientrò il 19 gennaio 1963.
All'epoca del lancio venne provvisoriamente denominato Sputnik 31 dall'U.S. Naval Space Command Satellite Situation Summary, che seguiva i lanci di satelliti sovietici per conto del governo degli Stati Uniti d'America.